# Моэн, Сондре Нордстад
Сондре Нордстад Моэн (норв. Sondre Nordstad Moen; 12 января 1991) — норвежский стайер и марафонец.

## Спортивная карьера
Квалифицировался на Летние Олимпийские игры 2016 в Рио-де-Жанейро.
В 2010 году выиграл Чемпионат Северной Европы по кроссу.
На Чемпионате Европы по лёгкой атлетике среди молодёжи 2011 выиграл золотую медаль на дистанции 10 000 метров.
3 декабря 2017 года установил новый рекорд Европы в марафоне, выиграв Фукуокский марафон с результатом 2:05:48.